# Belgische kampioenschappen atletiek 1947
De Belgische kampioenschappen atletiek 1947 vonden plaats op 26 en 27 juli. De kampioenschappen voor mannen vonden plaats in het Olympisch Stadion te Antwerpen. De vrouwenkampioenschappen vonden plaats in het Gemeentestadion in Etterbeek.

## Uitslagen
| Atleet             | Prestatie | Onderdeel            | Atlete             | Prestatie |
| ------------------ | --------- | -------------------- | ------------------ | --------- |
| Fernand Bourgaux   | 11,3 s    | 100 m                | Aimée Knaepen      | 14,1 s    |
| Fernand Bourgaux   | 22,8 s    | 200 m                | Aimée Knaepen      | 29,4 s    |
| Herman Kunnen      | 48,9 s    | 400 m                | -                  | -         |
| Joseph Brys        | 1.55,6    | 800 m                | Liliane Meerts     | 2.40,6    |
| Gaston Reiff       | 3.57,8    | 1500 m               | -                  | -         |
| Robert Everaert    | 15.33,8   | 5000 m               | -                  | -         |
| Émile Renson       | 32.56,0   | 10.000 m             | -                  | -         |
| -                  | -         | 80 m horden          |                    |           |
| Pol Braekman       | 15,2 s    | 110 m horden         | -                  | -         |
| Pol Braekman       | 24,6 s    | 200 m horden         | -                  | -         |
| Claude Schwartz    | 56,5 s    | 400 m horden         | -                  | -         |
| Robert Everaert    | 9.38,6    | 3000 m steeple       | -                  | -         |
| Aimé Bequet        | 1,80 m    | hoogspringen         | Jenny Van Gerdinge | 1,42 m    |
| Frans Van Peteghem | 3,60 m    | polsstokhoogspringen | -                  | -         |
| René Libert        | 6,88 m    | verspringen          | Josée Dierickx     | 4,66 m    |
| Paul Bodart        | 13,12 m   | hink-stap-springen   | -                  | -         |
| Victor Depré       | 13,45 m   | kogelstoten          | Nicole Saeys       | 8,42 m    |
| René Herla         | 40,64 m   | discuswerpen         | Jenny Van Gerdinge | 30,35 m   |
| Raymond Prudhomme  | 53,10 m   | speerwerpen          | Nicole Saeys       | 33,07 m   |

1889 · 
1890 · 
1891 · 
1892 · 
1893 · 
1894 · 
1895 · 
1896 · 
1897 · 
1898 · 
1899 · 
1900 · 
1901 · 
1902 · 
1903 · 
1904 · 
1905 · 
1906 ·
1907 ·
1908 · 
1909 · 
1910 · 
1911 · 
1912 · 
1913 · 
1914 · 
1919 · 
1920 · 
1921 · 
1922 · 
1923 · 
1924 · 
1925 · 
1926 · 
1927 · 
1928 · 
1929 · 
1930 · 
1931 · 
1932 · 
1933 · 
1934 · 
1935 · 
1936 · 
1937 · 
1938 · 
1939 · 
1940 · 
1941 · 
1942 · 
1943 · 
1944 · 
1945 · 
1946 · 
1947 · 
1948 · 
1949 · 
1950 · 
1951 · 
1952 · 
1953 · 
1954 · 
1955 · 
1956 · 
1957 · 
1958 · 
1959 · 
1960 · 
1961 · 
1962 · 
1963 · 
1964 · 
1965 · 
1966 · 
1967 · 
1968 · 
1969 · 
1970 · 
1971 · 
1972 · 
1973 · 
1974 · 
1975 · 
1976 · 
1977 · 
1978 · 
1979 · 
1980 · 
1981 · 
1982 · 
1983 · 
1984 · 
1985 · 
1986 · 
1987 · 
1988 · 
1989 · 
1990 · 
1991 · 
1992 · 
1993 · 
1994 ·
1995 · 
1996 · 
1997 · 
1998 · 
1999 · 
2000 · 
2001 · 
2002 · 
2003 · 
2004 · 
2005 · 
2006 · 
2007 · 
2008 · 
2009 · 
2010 · 
2011 · 
2012 · 
2013 · 
2014 · 
2015 · 
2016 · 
2017 · 
2018 · 
2019 · 
2020 · 
2021 · 
2022 · 
2023 · 
2024